# Cascades Shifen
Les cascades Shifen (en xinès: 十分瀑布 ; Shífēn Dà Pùbù) són unes cascades situades al districte de Pingxi, a l'illa de Taiwan (República de la Xina), en el curs superior del riu Keelung. L'alçaira total de les cascades és de 20 metres, amb 40 metres d'ample, de manera que són les cascades més amples de Taiwan.
Les cascades són accessibles a poca distància al nord-est de l'estació de Shifen (十分車站 ; Shífēn Chēzhàn) dels ferrocarrils de Taiwan.